# 哈姆达尼耶村事件
哈姆达尼耶村事件（英語：Hamdania incident）是2006年伊拉克战争期间，美军7名海军陆战队员和1名海军医疗队成员被控谋杀和其他罪名的事件。
这8人涉嫌于2006年4月26日在巴格达以西的哈姆达尼耶村枪杀一名52岁的伊拉克残疾人，并把一支AK-47步枪和一把铲子放在他的尸体旁，制造埋设路边炸弹的反美武装成员被击毙的假现场。
8月30日，美国军方在加利福尼亚州彭德尔顿军营举行关于此事件的听证会，一些伊拉克证人陈述了杀害的详细经过。10月，海军军医梅尔森·巴科斯願意指證其他7名海軍陸戰隊員而被輕判1年监禁。11月15日，海军陆战队士兵约翰·乔德卡以涉嫌参与杀害一名伊拉克无辜平民被判处18个月监禁。上等兵 Shumate 被判處21個月監禁。Pennington則於2007年2月被判處8年徒刑，服刑僅數個月便被特赦，於同年8月11日獲釋。 而中士 Hutchins 則被重判入獄15年。
八名被告分別為:
- Corporal Marshall L. Magincalda
- Corporal Trent D. Thomas
- Lance Corporal Robert B. Pennington
- Navy Hospital Corpsman 3rd Class Melson J. Bacos 梅尔森·巴科斯
- Sergeant Lawrence G. Hutchins III
- Lance Corporal Jerry E. Shumate Jr.
- Private First Class John J. Jodka 约翰·乔德卡
- Lance Corporal Tyler A. Jackson